# Deap Vally
Deap Vally são uma dupla estadunidense de rock formada em Los Angeles, Califórnia, em 2011. É composta por Lindsey Troy (guitarra e vocais) e Julie Edwards (bateria e vocais). Elas lançaram dois álbuns, um EP e alguns singles. Ambos os álbuns figuraram na UK album chart.

## História
Deap Vally foi formado em 2011 por Lindsey Troy e Julie Edwards, naturais de Vale de São Fernando, Califórnia. Julie era membro do The Pity Party, enquanto que Lindsey se apresentava como artista solo em Los Angeles. As duas se conheceram numa aula de crochê em Silver Lake, Los Angeles.

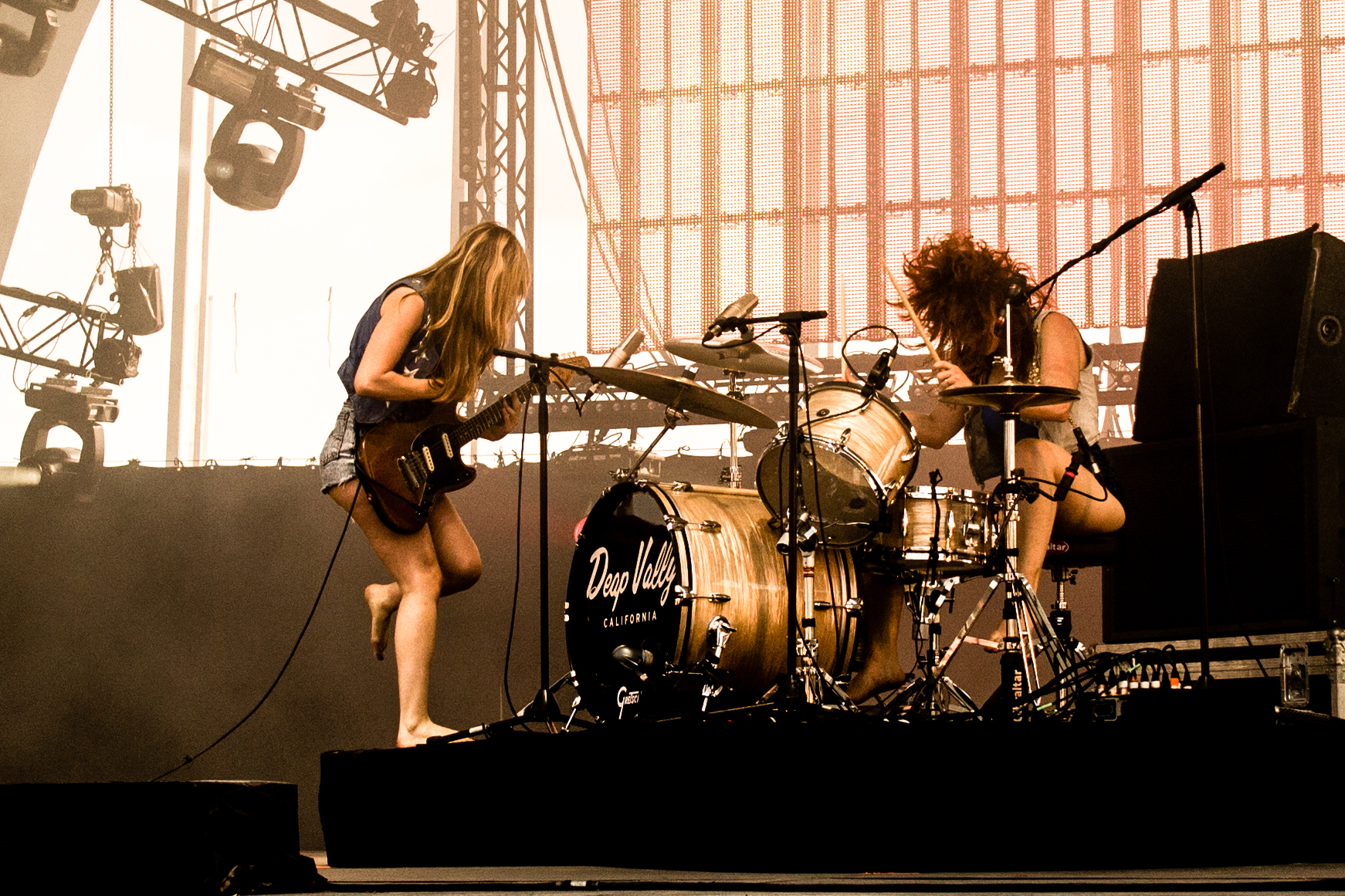
Deap Vally em 2013

Em julho de 2012, elas lançaram seu primeiro single, "Gonna Make My Own Money", pela Ark Recordings, fazendo sua estreia em Londres no mesmo mês. No mês seguinte, fecharam contrato com a Island Records na mesma época em que tocaram nos festivais Latitude e Leeds and Reading. O primeiro single na nova gravadora, "End of the World", estreou como a "gravação mais quente no mundo" de Zane Lowe na BBC Radio 1 em 3 de outubro de 2012, e a banda tocou na BBC Radio Rocks Week com um show no estúdio Maida Vale Studios em Londres no dia 34 daquele mês. O álbum de estreia delas foi gravado no Infrasound Studio, San Pedro, Los Angeles com Lars Stalfors (The Mars Volta).
Em november de 2012, elas excursionaram com a banda inglesa The Vaccines numa turnê britânica deles. Abriram para o Muse na Finlândia, Alemanha e nos Países Bálticos.
Em abril de 2013, a dupla lançou um EP de quatro faixas intitulado Get Deap e produzido por Lars Stalfors. Em maio de 2013, apareceram no Later With Jools Holland da BBC2. No mês seguinte, tocaram no Glastonbury Festival e no Bonnaroo Music Festival.
O álbum de estreia da dupla,Sistrionix, foi lançadopela Island Records/Communion em 24 de junho de 2013.
No início de 2016, deixaram a Island. O segundo álbum, Femejism, foi lançado em 16 de setembro 16 daquele ano e foi produzido por Nick Zinner.
Em janeiro de 2021, a dupla anunciou o EP Digital Dream, previsto para o dia 26 de fevereiro. Um segundo EP de 2021, American Cockroach, saiu em 18 de junho. Para 19 de novembro do mesmo ano, elas projetam seu terceiro álbum, Marriage.

## Estilo
O Deap Vally foi descrito como "uma dupla de rock and roll que faz uma mistura suja de White Stripes com Led Zeppelin" e que tocam "blues-rock com riffs hard".

## Discografia

### Álbuns
- Sistrionix (28 de junho de 2013) pela Island
- Femejism (16 de setembro de 2016)
- Marriage (2021)

### EPs
- Get Deap (2013)
- Digital Dream (2021)
- American Cockroach (2021)

### Singles
- "Gonna Make My Own Money" (julho de 2012) pela Ark Recordings
- "End of the World" (19 de novembro de 2012) pela Island/Communion